# Амфісбенові
Амфісбе́нові (Amphisbaenidae) — найбільша родина плазунів з підряду амфісбен. Має 16 родів та 120 видів.

## Опис
Загальна довжина представників цієї родини досягає 70 см. Голова лопатоподібна, тулуб стрункий, хробакоподібний. Деякі види мають на голові гребінець. Кінцівки зовсім відсутні. Колір шкіри жовтуватий, буруватий, коричнюватий. Черево значно світліше за спину. У низки видів шкіра являє собою яскраву різнобарвну, картату поверхню.

## Спосіб життя
Полюбляють щільні, піщані, дещо кам'янисті ґрунти. Зустрічаються у лісах, саванах та субтропічних місцинах. Практично усе життя проводять під землею. Живляться комахами та іншими ґрунтовими безхребетними.
Це яйцекладні плазуни. Самиці часто відкладають яйця у мурашники або термітники. Лише деякі представники родів Loveridgea та Monopeltis є яйцеживородними.

## Розповсюдження
Мешкають у Північній та Південній Америці.

## Роди
- Amphisbaena
- Ancylocranium
- Anops
- Aulura
- Baikia
- Bronia
- Cercolophia
- Chirindia
- Cynisca
- Dalophia
- Geocalamus
- Leposternon
- Loveridgea
- Mesobaena
- Monopeltis
- Zygaspis